# CVnCoV
CVnCoV es un proyecto de vacuna contra el COVID19 desarrollada por el laboratorio alemán CureVac. En abril de 2021 se encontraba en fase III de ensayo clínico. Se basa en la tecnología de vacunas de ARN. CureVac es una compañía biofarmacéutica fundada en el año 2000 y con sede en Tubinga (sur de Alemania) especializada en medicamentos basados en ácido ribonucleico mensajero (ARNm).

## Ensayos preclínicos
Se ha detectado la producción de anticuerpos neutralizantes y la activación de la inmunidad celular mediada por linfocitos T en hámsteres y ratones.

## Ensayos clínicos
- Fase 1. Se aplicaron 2 dosis de la vacuna a más de 200 personas con un intervalo de un mes entre las dosis.
- Fase 2. Cuenta con 700 participantes y se desarrolla en Panamá y Perú. En esta fase se intenta comprobar la seguridad de la vacuna y confirmar cual es la dosificación más adecuada.
- Fase 3. Se desarrolla en diferentes países de Europa y Latinoamérica. En el ensayo se han reclutado alrededor de 30 000 voluntarios que se distribuyen en dos grupos. Un grupo recibirá la vacuna y el segundo un placebo.

En junio de 2021, la empresa hizo público que la efectividad de su vacuna solo alcanzó un 47% para prevenir la enfermedad, en los ensayos clínicos.

## Unión Europea
La Comisión Europea anunció en noviembre de 2020 que la Unión Europea adquirirá 400 millones de dosis de la vacuna CVnCoV cuando sea autorizada.
En febrero de 2021, se anunció que Bayer producirá la vacuna.